# Notaio

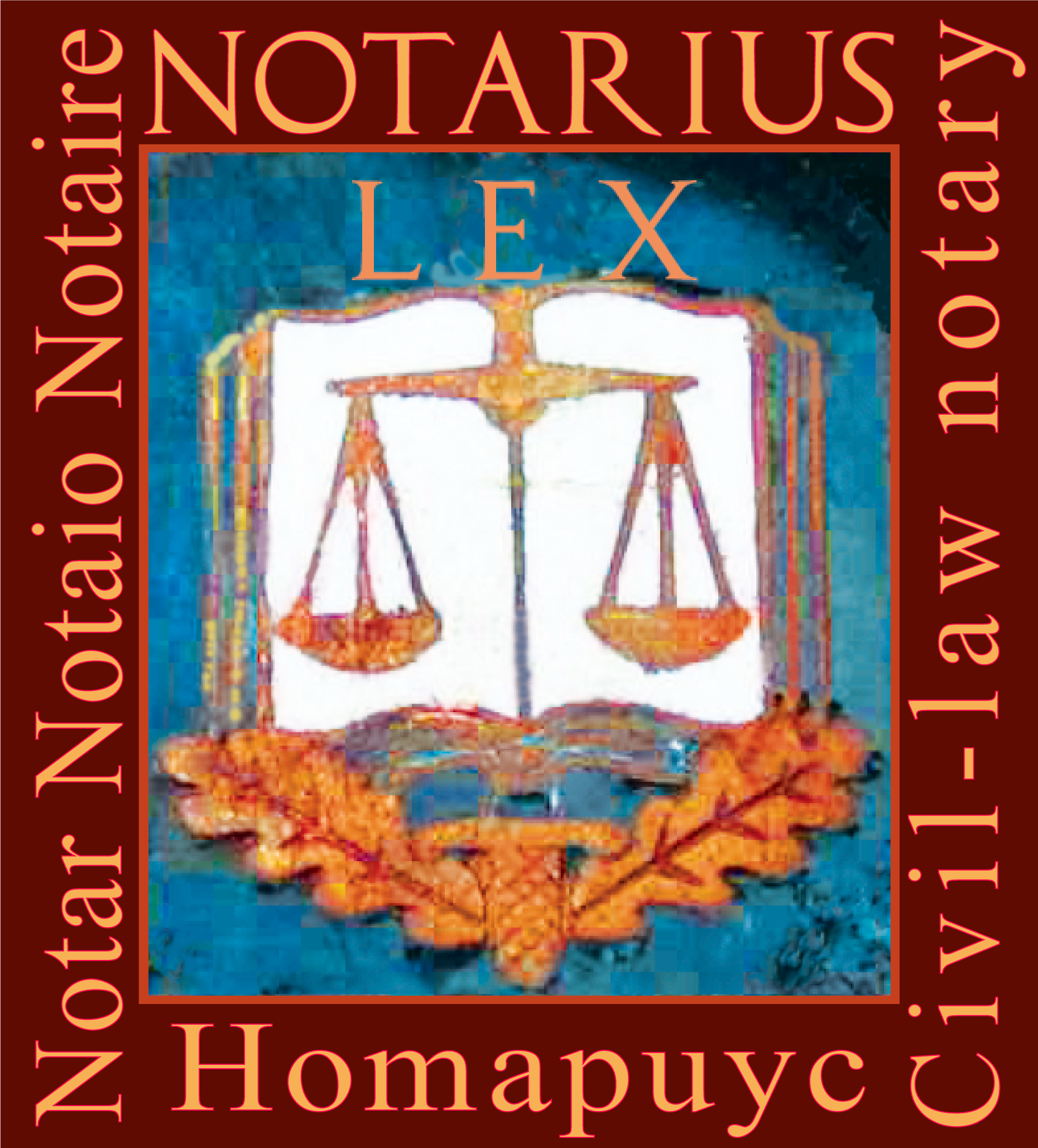

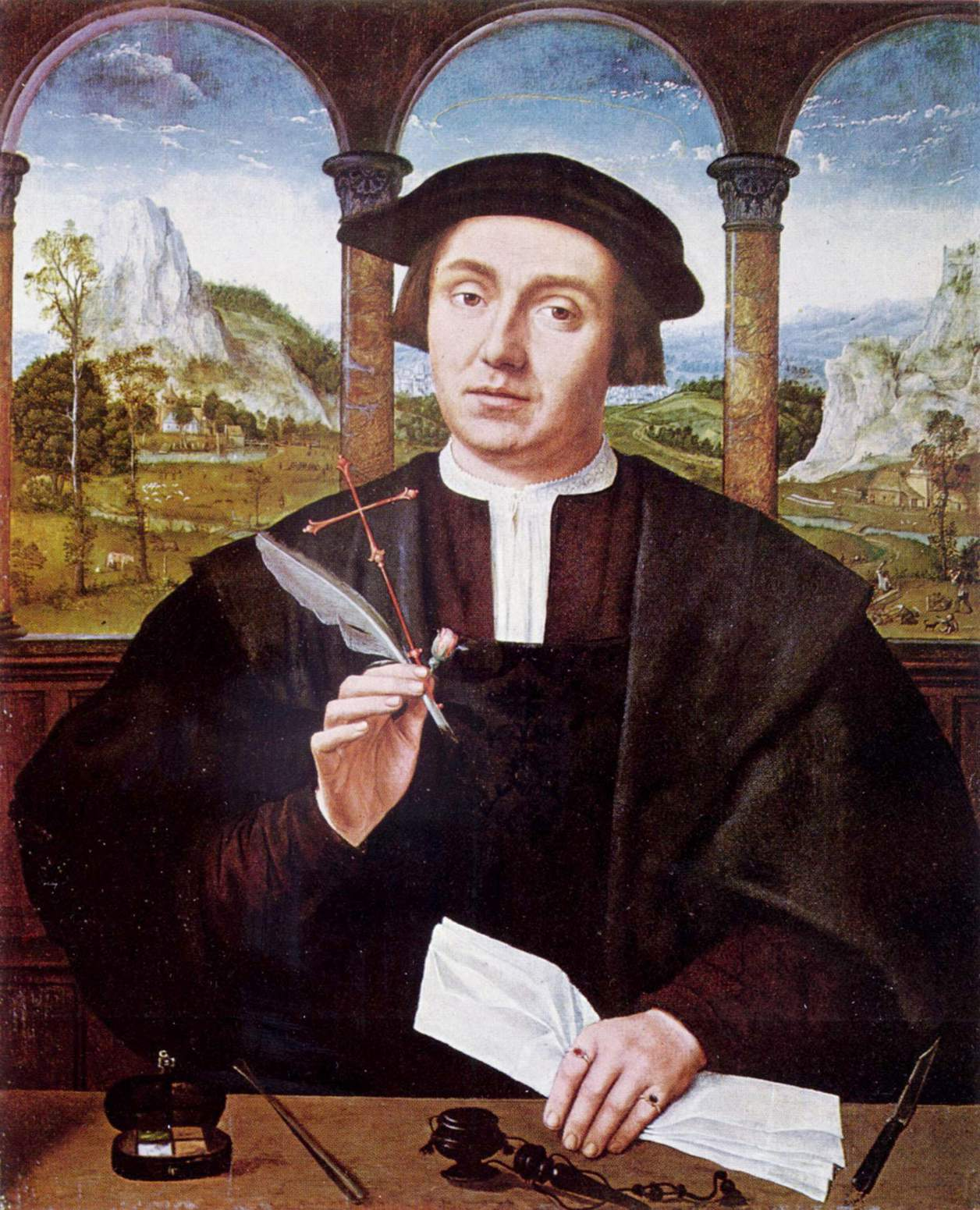
Ritratto del XVI secolo raffigurante il notaio Raniero, dipinto dal pittore fiammingo Quentin Massys.

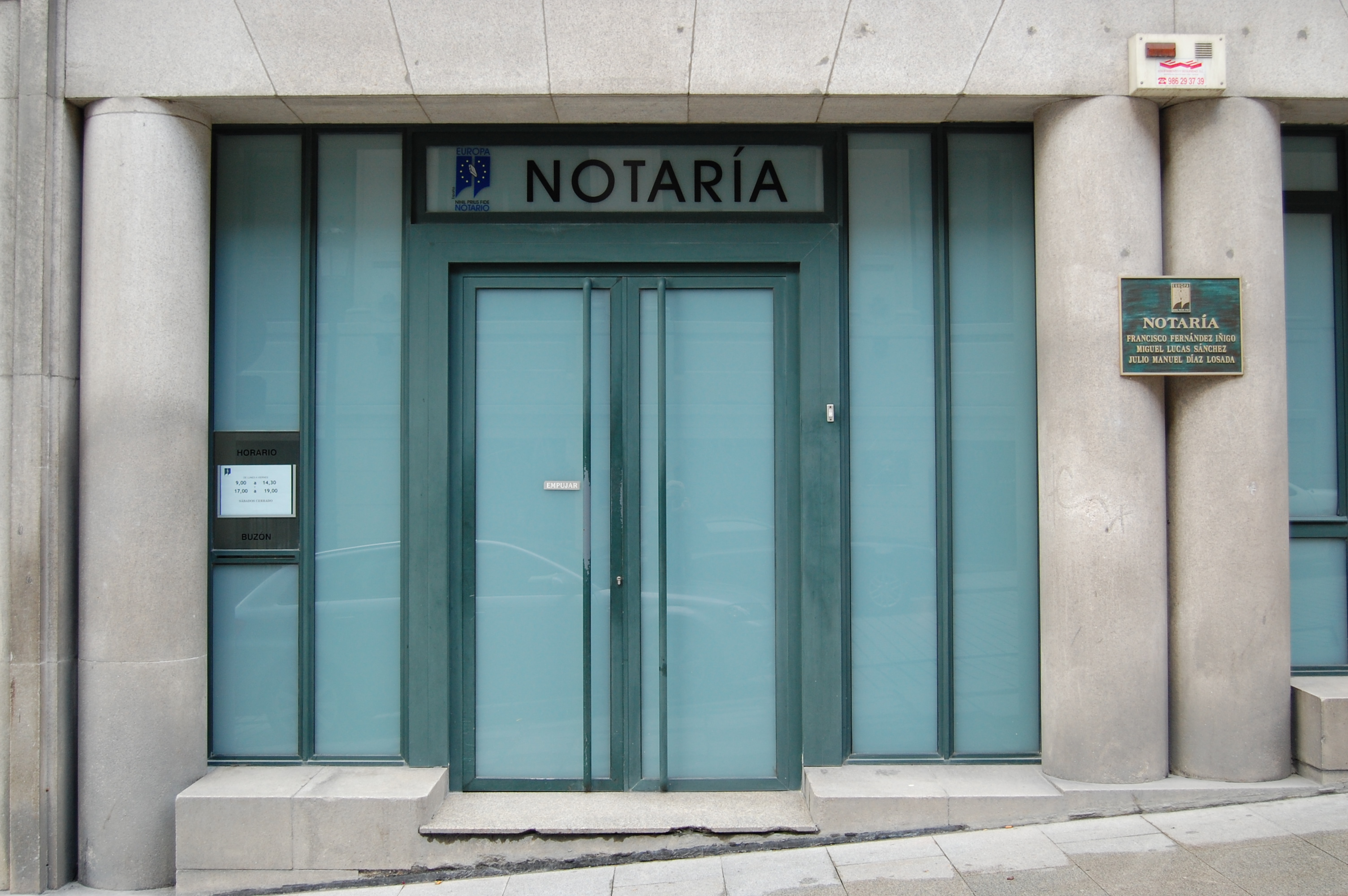
Un ufficio notarile a Vigo, Spagna.

Il notaio o, nella antica dizione tuttora talvolta usata, notaro (dal latino notare ossia "annotare", "prender nota"), è il pubblico ufficiale al quale è affidata la funzione di garantire la validità dei contratti, degli atti giuridici civili e dei negozi giuridici, attribuendo pubblica fede agli atti e sottoscrizioni apposte alla sua presenza. Gli atti sottoscritti dal notaio fanno piena prova legale fino a querela di falso. Nell’ordinamento giuridico italiano la funzione notarile è attribuita al notaio e al segretario comunale.

## Storia
Quella del notaio è un'istituzione originariamente italiana. La figura, con le funzioni a lui attribuite oggi, nasce nell'Italia Longobarda  e nella Francia Merovingia. Esso riprende il nome del notarius, una figura che risale al periodo della Repubblica romana ma che disponeva di funzioni completamente differenti: il notarius infatti indicava lo schiavo che aveva il compito di scrivere velocemente note, spesso mediante abbreviature.
Durante il periodo della decadenza dell'Impero romano i notarii erano i segretari dell'Imperatore e dei governatori delle province. Sempre nel tardo impero, più vicino alla figura del notaio odierno era il tabellio, il quale effettivamente aveva le funzioni di redigere scritture private, pur senza essere investito di funzione pubblica. Si deve infine citare anche il libripens, che invece era a tutti gli effetti un funzionario pubblico. Dopo l'VIII secolo e con Carlo Magno gli strumenti dei notai acquistano la stessa forza ed i medesimi effetti di una sentenza passata in giudicato. Anche durante il Medioevo, il notariato ha avuto il suo sviluppo incentrato a dare certezza nei rapporti giuridici. I notai, come i giudici, facevano parte delle Arti Maggiori nel Comune medievale (ad esempio l'Arte dei Giudici e dei Notai a Firenze). Fino al XVIII secolo, tuttavia, la parola "notaio" continuò a designare figure diverse in un ambito sociale in cui a saper leggere e scrivere era comunque una minoranza della popolazione: l'assistente del sovrano o del Papa, il cancelliere di tribunale, il professionista che assiste i privati ricevendone le scritture o trascrivendone le volontà in atti ufficiali che facessero fede della volontà espressa. Quest'ultimo significato divenne poi quello definitivo.
L'organizzazione del notariato moderno, nei paesi dove vige il cosiddetto notariato latino, risale sostanzialmente alla Rivoluzione francese (decreto del 29 settembre 1791). L'ordinamento francese fu ricalcato, nel Regno d'Italia, dalla legge del 25 ventoso anno XI (16 marzo 1803), che improntò a sé anche le successive leggi emanate nei vari Stati italiani dopo la Restaurazione; avvenuta l'unificazione, il notariato fu regolato in Italia dal R.D. 25 maggio 1879, n. 4900, poi sostituito dalla legge 16 febbraio 1913, n. 89, tuttora in vigore.

## Caratteri generali

### Differenze "civil law" e "common law"
Nella maggioranza degli ordinamenti il notaio è un libero professionista esercente una funzione pubblica. In qualche ordinamento è, invece, un pubblico funzionario: è il caso del land tedesco del Baden-Württemberg e, in passato, del Brasile (fino ad alcuni anni fa negli stati di Acre e Bahia il notaio era ancora un pubblico funzionario alle dipendenze dello Stato, attualmente rientra nella categoria di "agente pubblico delegato"). Tale figura è indicata anche come notaio latino, presente nella grande maggioranza dei paesi di civil law, con la notevole eccezione dei paesi nordeuropei. Nei paesi di common law è prevista la figura del notary public che, però, ha compiti più limitati. In questi paesi non esistono documenti dotati di pubblica fede, giacché tutti i documenti fanno fede fino a sentenza contraria, e alcune funzioni del notaio latino sono generalmente svolte dagli avvocati.

### Gli atti
L'atto notarile, ossia il documento redatto dal notaio o dal segretario comunale con le prescritte formalità, garantisce la legittimità del negozio giuridico che contiene ed ha il valore probatorio fino a querela di falso dell'atto pubblico.

## Figure corrispondenti

Mappa degli stati che hanno aderito all'Unione Internazionale del Notariato Latino. In chiaro gli stati aderenti, dove quindi esiste la figura del notaio latino; in scuro, gli stati non aderenti, dove la figura del notaio latino è sostituita da altre figure come il notary public.

La figura del notaio di tipo latino esiste in 91 paesi, ossia quelli di diritto latino e assimilati (come Cina, Giappone, e Russia). 
Le condizioni e le normative riguardanti il notariato variano da paese a paese. La maggior parte della popolazione mondiale vive in paesi in cui è prevista la figura del notaio latino, mentre nei paesi di Common Law e assimilati esiste invece la figura del Notary public.

## Nel mondo
L'unione internazionale del notariato raggruppa la maggior parte dei paesi del mondo che adottano la figura del notaio di civil law.
Dei 27 paesi che aderiscono all'Unione europea, la figura del notaio latino esiste in 22 paesi, e precisamente: Austria, Belgio, Bulgaria, Croazia, Estonia, Francia, Germania, Grecia, Italia, Lettonia, Lituania, Lussemburgo, Malta, Paesi Bassi, Polonia, Portogallo, Repubblica Ceca, Romania, Slovacchia, Slovenia, Spagna e Ungheria. La figura del notaio latino al contrario non esiste in 5 dei 27 paesi che aderiscono all'Unione europea, e precisamente: Cipro, Danimarca, Finlandia, Irlanda e Svezia.
La figura del notaio di tipo latino esiste inoltre in Albania, Andorra, Armenia, Città del Vaticano, Moldavia, Monaco, Russia, San Marino e Turchia. A San Marino, però, esiste l'unica professione di avvocato e notaio. In Svizzera, il notaio latino è previsto in quasi tutti i cantoni più occidentali (ad es. Berna, Ginevra, Ticino, Uri), altri cantoni adottano sistemi misti (ad es. Glarona, San Gallo, Lucerna) mentre nei cantoni di Zurigo e Sciaffusa prevale la figura del notaio statale puro.
La figura del notaio latino compare in 33 paesi europei su 50. La figura del notaio di tipo latino esiste in 3 paesi asiatici su 52: Cina, Giappone e Indonesia.

### Stati Uniti d'America e Canada
Negli Stati Uniti d'America e in Canada la figura del notaio di tipo latino non esiste. Tuttavia in alcuni singoli stati (come ad esempio Florida, Louisiana, Québec o altri) questa figura è prevista o è stata introdotta.

### America latina
La figura del notaio di tipo latino esiste in Argentina, Bolivia, Brasile, Cile, Colombia, Costa Rica, Cuba, Repubblica Dominicana, El Salvador, Ecuador, Guatemala, Haiti, Honduras, Messico, Nicaragua, Panama, Paraguay, Perù, Porto Rico, Uruguay e Venezuela, tutti paesi il cui sistema giuridico è derivato da quello di Spagna e Portogallo.

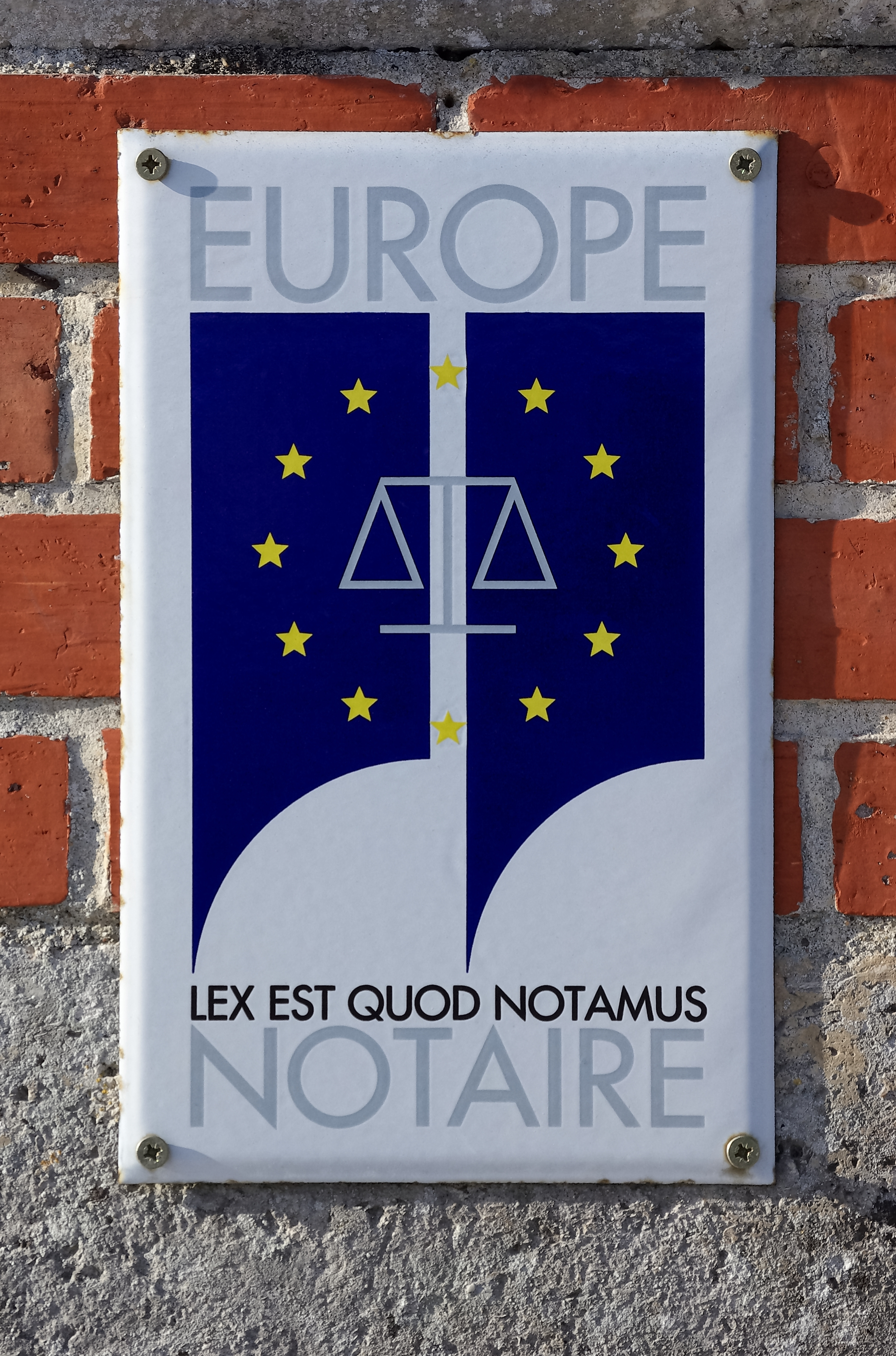

### Italia
I notai in Italia sono una categoria, i cui componenti, nel corso di una lunga evoluzione culturale e legislativa della loro figura, sono attualmente approdati ad uno status professionale in cui - nel concorso tra i due modelli della "libera professione" e della "pubblica funzione" - quest'ultima "non mortifica la natura di professione liberale del notariato, per cui essi vanno collocati nel quadro della società civile.".
In data gennaio 2017, il numero totale dei notai in Italia ammonta a 4.819.